# 科拉欣
科拉欣是位於蒙特內哥羅北部科拉欣市鎮内的城镇及其行政中心。根據2003年的人口普查，科拉欣有人口2,989人。全市镇有人口9,949人。

## 人口
科拉欣人口：
- 1981年3月3日 - 2,439
- 1991年3月3日 - 2,807
- 2003年11月1日 - 2,989

族群分布（1991年人口普查）：
- 蒙特內哥羅人 (93.16%)
- 塞爾維亞人 (4.34%)

族群分布（2003年人口普查）：
- 蒙特內哥羅人 (50.65%)
- 塞爾維亞人 (44.77%)